# Sabine Krapf
Sabine Krapf (* 4. Juni 1964 in Heidenheim) ist eine ehemalige deutsche Moderne Fünfkämpferin und Fechterin sowie offizielle Vertreterin des Deutschen Olympischen Sportbunds.

## Sportliche Laufbahn
Krapf begann als Schülerin zunächst mit den Sportarten Basketball und Leichtathletik. Sie wurde Moderne Fünfkämpferin und widmete sich seit 1987 parallel auch dem Degen-Fechtsport, ihrer stärksten Disziplin im Modernen Fünfkampf.
1981 wurde Krapf im Modernen Fünfkampf Vizeweltmeisterin, 1984 und 1987 errang sie die Bronzemedaille. Mit der deutschen Mannschaft konnte sie 1982, 1983, 1986 und 1987 den Vizeweltmeistertitel im Mannschaftswettbewerb gewinnen. Bei 13 WM-Teilnahmen gewann sie insgesamt 11 Medaillen. 1993 wurde sie Mannschaft-Europameisterin. 1988 und 1990 wurde sie mit dem deutschen Team-Weltmeisterin im Degenfechten. Krapf wurde siebenmal deutsche Fechtmeisterin.
Krapf erhielt 1988 für ihre sportlichen Leistungen vom Bundespräsidenten Richard von Weizsäcker das Silberne Lorbeerblatt. 1993 erhielt sie diese Auszeichnung erneut für ihre Erfolge im Fechten.
Krapf beendete nach ihrer 13. Weltmeisterschaftsteilnahme in Darmstadt die sportliche Karriere.

## Berufliche Karriere
Nach Beendigung ihrer sportlichen Laufbahn schloss Krapf ihr Germanistik/Politologie- und Publizistik-Studium an der Freien Universität Berlin ab und arbeitete als Account-Managerin in Sportmarketing- und Kommunikationsagenturen. Krapf ist seit dem 1. Februar 2005 im Nationalen Olympischen Komitee sowie dem Deutschen Olympischen Sportbund tätig und leitet die Abteilung „Olympischer Spitzensport des Nationalen Olympischen Komitees (NOK) für Deutschland“.